# Sven-Olof Olson

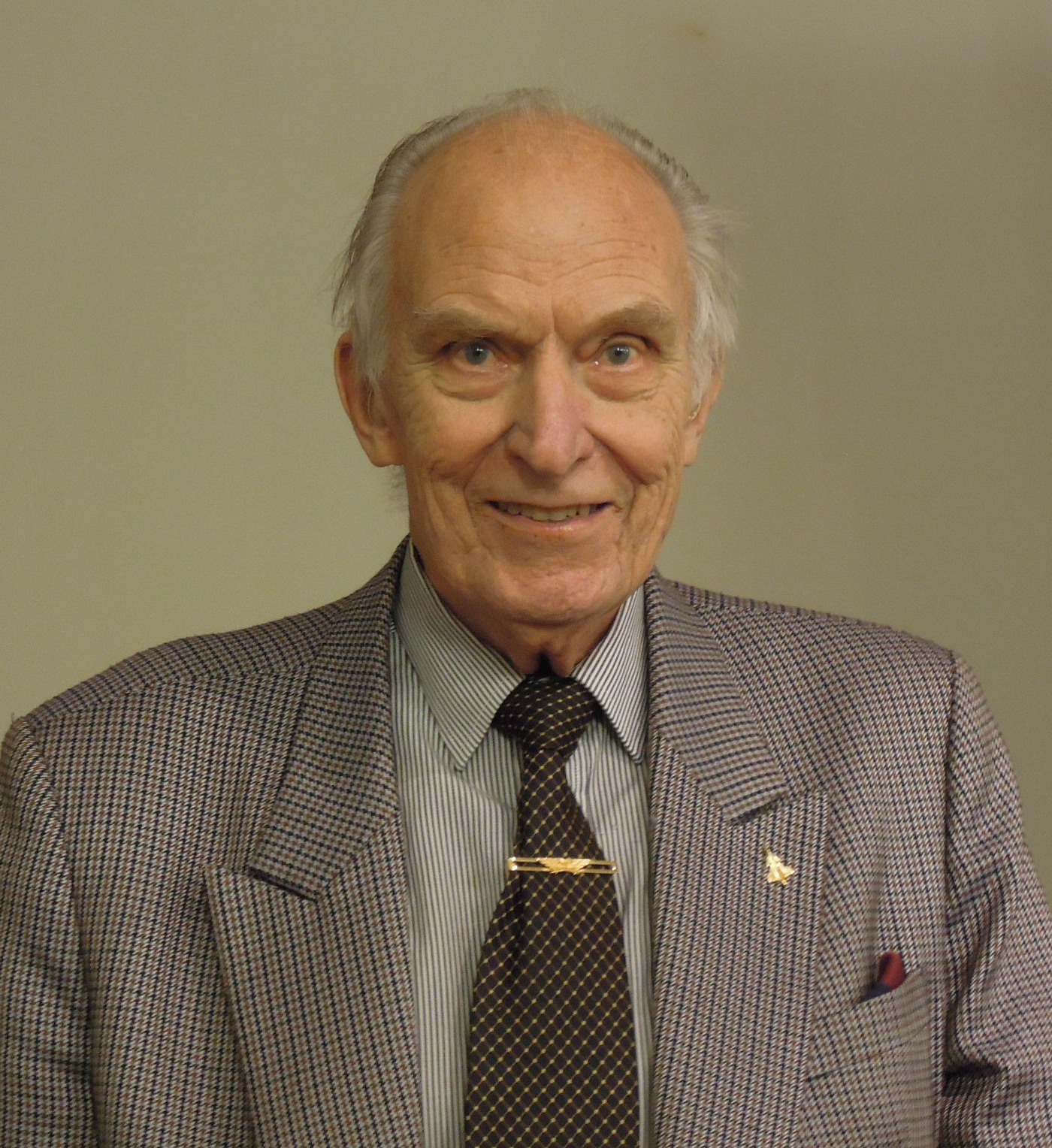
Sven Olof Olson (2015)

Sven-Olof Olson (* 26. November 1926 in Oskarshamn; † 20. April 2021) war ein schwedischer Generalleutnant.

## Leben
Sven-Olof Olson trat 1948 in die Luftwaffe Schwedens ein und diente zunächst im Geschwader F1 in Västerås als Pilot auf den Mustern J 30 (De Havilland DH.98 Mosquito) in der Nachtjagd und J 33 (De Havilland DH.112 Venom). Im Jahr 1957 wurde er zum Hauptmann befördert, Abteilungsleiter im Hauptquartier der Luftwaffe, 1963 Oberstleutnant und Chef der Planungsabteilung. Als Oberst war er Kommodore des Geschwaders F16 in Uppsala von 1971 bis 1973, danach arbeitete er im Verteidigungsstab. Im Jahr 1980 wurde Olson Generalleutnant, Kommandeur des südlichen Verteidigungsbereichs und am 1. Oktober 1982 zum Befehlshaber der Luftstreitkräfte. Am 30. September 1988 gab er das Amt an Lars-Erik Englund ab.
Auf Olsons Arbeit in den 1960er Jahren geht die Entwicklung des damals zu den modernsten Luftverteidigungssystemen gehörenden STRIL 60 zurück, das erstmals u. a. die Vernetzung von Radardaten der Flugzeuge und Bodenstationen vorsah.